# Systropus annulatus
Systropus annulatus är en tvåvingeart som beskrevs av Engel 1932. Systropus annulatus ingår i släktet Systropus och familjen svävflugor.
Artens utbredningsområde är Syrien. Inga underarter finns listade i Catalogue of Life.